# Trehörningen (Degerfors socken, Västerbotten)
Trehörningen är en sjö i Vindelns kommun i Västerbotten och ingår i Umeälvens huvudavrinningsområde. Sjön har en area på 0,103 kvadratkilometer och ligger 201,1 meter över havet. Vid provfiske har gädda fångats i sjön.

## Delavrinningsområde
Trehörningen ingår i det delavrinningsområde (712106-170446) som SMHI kallar för Ovan Sotesbäcken. Medelhöjden är 216 meter över havet och ytan är 48,15 kvadratkilometer. Räknas de 14 avrinningsområdena uppströms in blir den ackumulerade arean 173,3 kvadratkilometer. Rödån (Rödkullaån) som avvattnar avrinningsområdet har biflödesordning 3, vilket innebär att vattnet flödar genom totalt 3 vattendrag innan det når havet efter 62 kilometer. Avrinningsområdet består mestadels av skog (80 procent). Avrinningsområdet har 0,53 kvadratkilometer vattenytor vilket ger det en sjöprocent på 1,1 procent.